# Savannelefant
Savannelefant (Loxodonta africana) är en art i släktet afrikanska elefanter och är världens största landdjur. Arten betecknades tidigare ofta som stäppelefant men namnet savannelefant anses mer korrekt med hänsyn till dess biotop, och är det idag oftare förekommande namnet.
På IUCN:s rödlista är elefanten listad som starkt hotad sedan 2020. Tidigare var den rödlistad som sårbar.

## Kännetecken
Den afrikanska savannelefanten skiljer sig från den nära besläktade skogselefanten genom sina större öron, framåtriktade betar och sina fyra naglar (hovar) på framfoten och tre naglar på bakfoten. Betar förekommer i allmänhet hos bägge kön. Hos hanar (tjurar) blir de ibland 3 meter långa och 100 kg tunga. Hanens betar växer hela livet, i längden och i omfånget. Honans (kons) betar växer efter individens femtonde levnadsår bara i längden, och de kan därför se smalare ut. Dessutom växer kons betar långsammare. Betarna används för att gräva i marken, peta i träd eller för att försvara sig. På så sätt skrapas alltid mindre delar av och i vissa fall bryts betarna helt av. Intressant i sammanhanget är att liksom människor kan vara höger, och vänsterhänta, så är elefanter mer aktiva med den ena beten, oftast den högra, vilken i allmänhet är mer nersliten. Elefanttjurar som bara har en bete, tros ofta vara mer aggressiva, och att de förlorat ena beten genom upprepade strider med andra tjurar.
Tjurar når i genomsnitt en höjd på 3,2 meter och en vikt på omkring 5 ton. Enskilda individer når en mankhöjd på 4 meter och en vikt på upp till 9 ton. Kor är med en genomsnittlig mankhöjd på 2,5 meter och en vikt omkring 2,8 ton mindre än hannar. Kroppslängden ligger vanligen mellan 6 och 7,5 meter. Därtill kommer en cirka 1 meter lång svans.
Savannelefantens hörsel och luktsinne är mycket bra utvecklade, och ofta framförs att synen synen är mindre bra, vilket inte är sant, elefanter kan medan de springer fort, urskilja en buktning i sand, där någon grävt ner, och gömt ett lassorep för att fånga dem, och i farten identifiera och med snabeln  avlägsna repet, vilket kräver relativt god syn.

## Utbredning
De sydliga populationerna är mycket stabila, medan de nordligare starkt decimerats genom tjuvjakt. I Sydafrika, Namibia, och Zimbabwe ökar popuationerna genom tillgången av vatten, framför allt tack vare de vattenhål som anlagts för att turisterna skall kunna komma närmare djuren.
Tidigare förekom arten i hela Afrika från Medelhavets kustlinje till Godahoppsudden. Norr om Sahara fanns redan 600 f. Kr. inga vilda individer kvar.
På grund av jakten efter elfenben och levnadsområdets omvandling försvann savannelefanten från många regioner av sitt ursprungliga levnadsområde. Det gäller främst västra Afrika. Den största populationen förekommer idag i östra och södra Afrika men även där är den ofta begränsad till nationalparker och andra skyddsområden.
Underarten nordafrikansk elefant (Loxodonta africana pharaohensis) som fram till 1800-talet förekom vid Sudans kustlinje och i Eritrea anses som utdöd. Jämförelsevis små elefanter som kanske var nära släkt med den nordafrikanska elefanten överlevde ännu längre i Mauretanien och kanske finns av dessa elefanter några få kvar. En annan underart var L. a. orleansi som levde i norra Somalia och i Etiopien. 1987 fanns av denna underart i Etiopien mellan 60 och 300 individer kvar, de levde i området kring Harar.

## Habitat
Savannelefanter förekommer i olika habitat när det finns skugga, vatten och tillräcklig föda men de föredrar savannen.
Egentliga öknar undviks av arten. Ett undantag är Namiböknen där det finns en population med anatomiska anpassningar till området, till exempel tjockare fotsulor. I bergstrakter förekommer savannelefanten ibland upp till 5 000 meter över havet men främst vistas de i slättlandet.

## Ekologi
Kor av savannelefant bildar flockar med 9 till 11 medlemmar som leds av den äldsta kon. Ytterligare individer i flocken är nära besläktade kor och deras kalvar. Ofta förekommer sammanslutningar av flera flockar till hjordar som har omkring 200 medlemmar. Ibland under regntiden kan hjordens storlek växa till 1000 individer. När den dominanta kon blir 50 till 60 år gammal övertar en annan ko flockens ledning. Tjurar som blivit könsmogna lämnar flocken och lever ensam eller i ungkarlsflockar. Flockar med kor etablerar inget revir.
Savannelefant är vanligen aktiv på dagen. I områden där många människor bor blir den mer nattaktiv. Födans sammansättning varierar beroende på årstid. Under regntiden äter arten ofta papyrus (Cyperus papyrus) och smalkaveldun (Typha angustifolia). Blad från träd eller buskar äts främst under den torra perioden. Dessutom ingår, rötter, gräs, bark och frukter i födan. En fullvuxen individ kan dagligen äta 100 till 300 kg föda och dricka 190 liter vatten. Näringsfattiga växter från träskmarker äts bara i undantagsfall. Å andra sidan är växter i träskmarker mjuka och de blir ofta den sista födan som en individ äter innan den dör.
Arten badar ofta när den når en större vattenansamling. I grunda vatten sprutar den vätskan över kroppen med hjälp av snabeln och i djupare dammar kan den dyka med endast snabelns spets i luften. Savannelefanten har även bra förmåga att korsa större floder simmande eller gående på flodens botten. Arten tar dessutom gyttjebad som skydd mot solsken och parasiter. Den skrapar även huden mot trädstammar, grenar och stenar för att bli av med parasiter.
För kommunikationen har arten högfrekventa och brummande läten eller den trumpetar med snabeln. Liksom den asiatiska elefanten har arten läten i infraljud med frekvenser mellan 14 och 35 Hz för kontakt över längre distanser upp till 4 km. Vid särskild goda väderförhållanden används dessa infraljud över upp till 10 km.
I sällsynta fall förekommer strider mellan brunstiga tjurar. Under dessa strider tar de inte hänsyn till platsens växtlighet – buskar trampas ner och trädstammar bryts av. Är striden särskild intensiv kan en av motståndarna dö. Savannelefanten accepterar vanligen andra däggdjur i närheten. Toleransen är inte lika utpräglad mot lejon, noshörningar och flodhästar och en aggressiv elefant kan döda dessa djur. Vid vattenpölar driver savannelefanten iväg störande sabelantiloper, zebror, vårtsvin och afrikanska bufflar.
Tjurar börjar söka efter en partner när de är 25 år gamla. Vid den tiden är de däremot sällan framgångsrika. Kor föredrar stora tjurar med stora betar, alltså cirka 50 år gamla tjurar. Kor kan vara brunstiga under alla årstider men de flesta kalvar föds under regntiden. Vanligen ligger 4 till 9 år mellan två kullar. Efter cirka 22 månader dräktighet föds en enda kalv eller i sällsynta fall tvillingar. Kalven väger vid födelsen 120 till 130 kg och kan gå efter kort tid. Ungen uppfostras av hela flocken och det är inte ovanligt att den får di av en annan ko. Könsmognaden infaller för kor efter 10 till 12 år.
Savannelefanten kan leva 70 eller sällan 80 år.

## Savannelefant och människor
Savannelefanters relation till människan har historiskt framförallt  utgjorts av att vara bytesdjur för jägare, och tidiga klippmålningar med bushmen avbildar på flera ställen jakt av elefanter, en jakt som bedrevs med relativt primitiva jaktmetoder.
Man tror att elefanterna genomgår cykler om cirka 200 år, där de, efter en stark tillväxt, först öppnar upp skogar och skapar savanner, men när de når överpopulation, övergår till att riva ner träd för att få mat, och sedan svälter stora delar av hjordarna ihjäl efter att de skapat en öken, varpå naturen återhämtar sig, och med det resterande beståndet startar elefanterna cykeln på nytt. Forskare har uppmärksammat att de första savannerna uppstod för cirka 8 miljoner år sedan, när Afrika upplevde populationstoppar av såväl de två nuvarande arterna, som idag kallas afrikansk och asiatisk elefant, som  mammuten, vilken levde här under miljoner år. Man tror också att elefanterna på detta sätt, kan ha medverkat till människans utveckling, genom att med skapande av savanner gynna tvåbenthet (bipdeism), och utgöra ett viktigt jaktbyte. När en del elefantpopulationer spred sig från Afrika till Europa och Asien, kan jägare ha åtföljt dem längs de stigar som elefanter trampar upp,  och haft en garanterad tillgång på stora mängder med kött. Med stöd av denna teori, kallas ibland elefanter för människans barnmorska.
Skjutvapen som möjliggjorde att fälla elefanter på distans med större säkerhet ledde till en ökad avskjutning under kolonialtiden för att tillfredsställa efterfrågan på elfenben, vilken ökade under någorlunda lagliga former under 1970-talet, under en dramatisk ökning av efterfrågan på elfenben, vilken också resulterade i en eskalerad och kontrollerad illegal jakt.
Under en treårig torrperiod i Östafrika, under 1971, 1972, (bara från 1971 och 1972 sägs över 6 000 elefanter ha dött) och 1973, dog mellan 9 000 och 12 000 elefanter. Enligt viltvårdaren i Tsavo nationalpark George Sheldricks beräkningar 1976 sägs minst 9 000 elefanter ha dött under dessa tre år, vilka svalt ihjäl i Tsavo nationalpark i Kenya. Av dessa döda elefanter beräknas knappt 10% ha varit vuxna tjurar, medan 70% hade utgjorts av fertila kor, och ännu högre för kalvar under tre år, och även efter torkan fortsatte elefantbeståndet att minska, eftersom så många vuxna fertila honor hade dött. I Amboseli i Kenya, dog 77% av alla födda elefantkalvar under 1977. Journalisten och jägaren Jens Ulrik Høgh, forskare och ekologers slutsatser från exemplet i Tsavo indikerar att populationer som växt sig för stora, i synnerhet vid torka bör decimeras med avskjutning, för att skona individer från lidande, naturen från att bli öken, och för att den överlevande populationen skall ges bättre förutsättningar. Fallet har bildat skolexempel inom naturvård, och kritiserats starkt för obeslutsamhet om avskjutning. Det skulle ta Tsavo över 30 år att återhämta sig, och kommer att ta familjen Sheldrick, som idag är berömda för att ha tagit hand om 150 föräldralösa elefantungar, hundratals år, att kompensera bortfallet av tusentals elefanter. Man tror också att alla döda elefanter, som lokalbefolkningen lätt kunde skära bort betarna från och sälja, i stor utsträckning initierade en uppgång i försäljning och efterfrågan på elfenben, som sedan resulterade i en ökad tjuvjakt, och mellan 1979 och 1989 minskade antalet elefanter med hälften, från 1 miljon 200 000 elefanter, till cirka 600 000 elefanter.
I slutet av 1980-talet hade en del populationer reducerats så kraftigt och under kort tid, främst på grund av tjuvjakt, att oro uppstod kring deras överlevnad, varför den afrikanska savannelefanten flyttades upp till appendix I i CITES, där ett beslut fattades om ett generellt elfenbenshandelsförbud. Sedan dess har flera populationer decimerats ytterligare, men i de fyra södra länderna Botswana, Namibia, Sydafrika och Zimbabwe är populationerna ganska stabila, och fick trots kontrollerad jakt, en okontrollerad överpopulation, med ekologiska konsekvenser, varför kvoterad avskjutning ökade för att hålla bestånden på en rimlig nivå.

### Södra Afrika

#### Sydafrika

##### Krugerparken

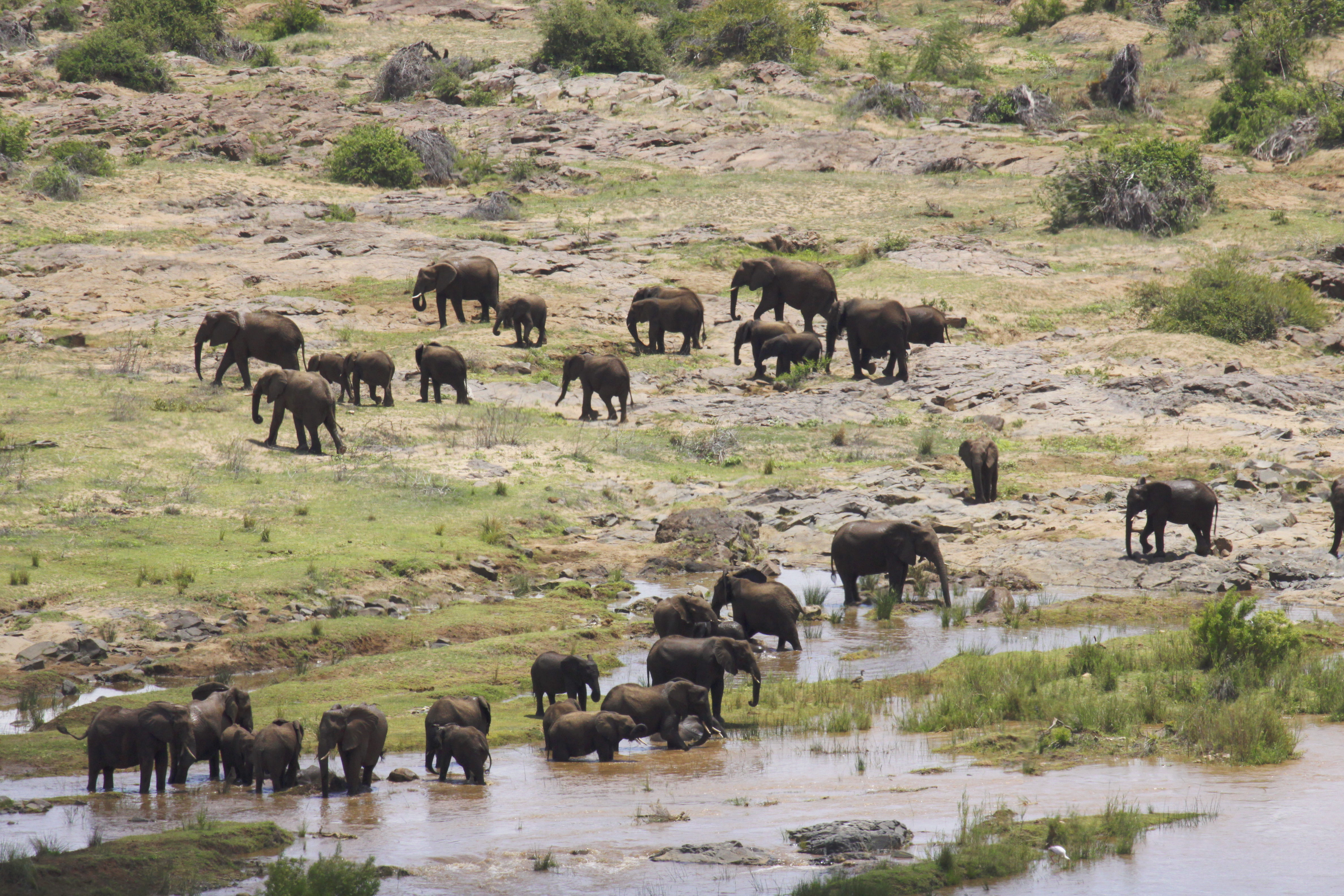
Elefanter i Krugerparken

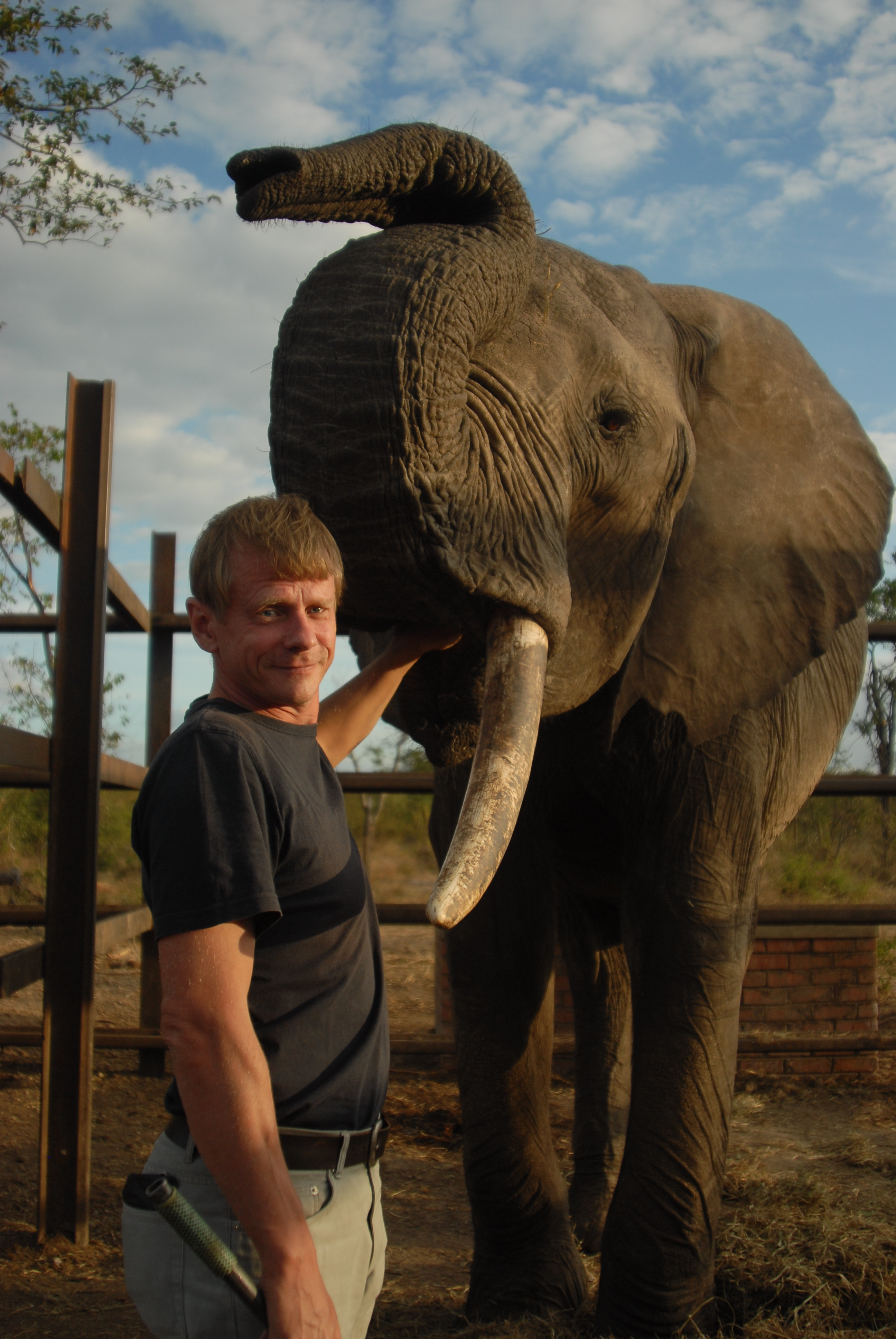
Den tama savannelefanten Bonniface med svenska elefanttränaren Dan Koehl vid Victoriafallen år 2005, kort tid efter transport av femton elefanter tränade 2002-2005 av Koehl på Sondelani game reserve i West Nicholson på uppdrag av Sondelanis ägare Basil Steyn, från Bulawayo i Zimbabwe

I en del områden, som Krugerparken i Sydafrika,  hotas ekologin till och med på grund av överpopulation, sedan viltvårdare slutat att gallra beståndet 1994, efter kritik från djurrättsorganisationer. 2004 hade Kruger populationen ökat till 11,670 elefanter, 2006 till cirka 13,500, 2009 till 11,672, 2012 levde i Krugerparken 16,900 elefanter. Ekologer har beräknat Krugerparkens living capacity (så många som man uppskattar att miljön kan försörja utan ekologiska förändringar) till 8 000 elefanter, en uppgift som lekmän har ifrågasatt. Elefanterna har stört balansen och tätheten i växtligheten, vilket drabbat flera andra djurarter negativt, medan andra arter, som gnuer möjligen har profiterat på de ökande grässlätterna. I parken startades 1995 ett experiment med preventivmedel som från avstånd injicerades i elefanterna, hormoner som förändrade cellväggen i ägget, Zona pellucida vilket skulle förhindra befruktning av äggen. Försöket stoppades dock senare, dels på grund av problem med leveranser, och dels beroende på att behandlingarna av elefanterna anses stressande för dem.

#### Botswana
1993 anlände den amerikanske elefanttränaren Randall Moore till Södra Afrika med tre tränade afrikanska savannelefanter Abu, Benny och Cathy, som han köpt i USA, och en tid hållit i Östafrika. Moore medverkade 1987 med sina elefanter under filmatiseringen i Knysna i Sydafrika, av filmen Circles in a Forest, vilken byggde på en bok av Dalene Matthee, och regisserad av Regardt van den Bergh. Moore skrev där boken Back to Africa 1989, och flyttade sedan med Abu, Benny, Cathy och en fjärde elefant Sammy, till Botswana, där han 1990 startade Abu camp', en framgångsrik camp med safariridning nära Maun vid Okavangodeltat, där en dagstur för besökande turister kostade 1600 US$, och en veckas vistelse över 6 000 US$. 2010 sålde Randall Moore Abu camp till Microsofts medgrundare, Paul Allen (1953-2018). En elefantskötare från Australiens Taronga Zoo, 32-åriga Nathan Jamieson, anställdes för att arbeta med elefanterna, men han dödades olyckligtvis av en elefant i oktober 2010. Ett flertal av elefanterna från Abu camp, har sedan släppts fria i Okavango, och ingår i ett etologiskt forskningsprojekt.

#### Zimbabwe
I samband med detta sövdes och flyttades hela familjegrupper med elefanter i bland annat Zimbabwe, på initiativ av Clem Coetzee (cirka 1939 – 7 september 2006). men sådan flyttningar är kostsamma, och med varierande resultat, där de flyttade elefanterna ofta vandrat tillbaka, dit de kom från. Bara en flytt av 200 elefanter till Botswana (ett land som då, och idag, hade världens största elefantpopulation) kostade flera miljoner, och utgör inte en relevant lösning på problem i områden med en överkapacitet av 10 000 elefanter, som långsamt skapar öknar.

#### Arthur A. Jones och Jumboliar
Därför ökade avskjutningarna under 1980-talet, varvid man ibland lät yngre elefanter leva, vilka såldes och exporterades till bland annat djurparker. Den amerikanske miljonären Arthur A. Jones (1926-2007), uppfinnaren av träningsredskapet Nautilus (Nautilus Inc. och MedX Inc), och han köpte 1980 från Muriel Vanderbilt Adams, (av den mycket rika Vanderbiltfamiljen) en 550-acre stor privat farm i Ocala, Florida, där han sedan höll diverse olika djurarter, varav en gorilla, tre noshörningar, 600 krokodiler och 500 ormar, samt 17 afrikanska elefanter. Arthur Jones gifte sig vid 57 års ålder med den 18-åriga Terri Thayer, och paret brukade regelbundet besöka någon av Jones tre privata ambulerande safaricamper i Afrika, som permananent stod till hans, eller inbjudan vänners disposition. När paret fick höra om avskjutningarna i Zimbabwe, flög Jones och Thayer 1984 dit deras Boeing 707, och importerade ett åttoiotal elefantungar, för att rädda dem hem till sin farm i Ocola, vilken nu döptes om till Jumbolair, när där levde då hela 98 elefanter, vilket var mer än den samlade totala populationen av afrikanska elefanter på djurparker och cirkusar i Nordamerika. Direktören i djurparken Springfield Zoo, Dale Tuttle, har omtalat att 10 elefanter dog mellan 1984 och 1987 från transport stress, sår och sjukdomar. 37 elefanter såldes till djurparker och cirkusar före 1987 och 49 befann sig fortfarande på farmen, när Mr Tuttle besökte den. Paret Jones/Thayers jet-set dagar avslutades vid deras skilsmässa 1989, elefanter och andra djur donerades till djurparker och Jumbolair lades ut på Sothebys auktionsverk till försäljning för 11,2 miljoner US$ dollar, men Thayer köpte ut sin mans del i fastigheten och anlade 1995 en privat flygplansby där kändisar med privata flygplan kan landa sitt flygplan utanför huset, och parkera det intill. En av gästerna på detta världens största privata flygfält Jumbolair Aviation Estates är idag John Travolta. Parets elefanter som spreds över Nordamerika utgör idag grundstommen i aveln av amerikanska afrikanska djurparkselefanter.

#### Basil Steyn och Sondelani
I Zimbabwe hade Basil Steyn hållit tama elefanter, lejon och geparder på sin 75 000 aces stora farm Sondelani, nära Gwanda, i West Nicholson, några mil norr om Beitbridge och gränsen till Sydafrika. Farmen hade också ett eget flygfält och kunde flyga in gäster ändå från Cape Town. Här anlitade Steyn ett danskt företag som från helikoptrar sövde ett tiotal elefanter, vilka togs till Sondelani för träning att bli safarielefanter, något som snart inte skulle visa sig så lätt, och den svenska elefantkonsulten Dan Koehl, som nyligen återvänt till Sverige från uppdrag med elefanterna i Dresden Zoo, blev uppringd av Basil Steyn, som bad honom komma ner och hjälpa till med träningen av elefanterna.
Dan Koehl tämjde och tränade här mellan 2002 och 2005, i en unik operation, 10 vildfångade elefanter med åldrar mellan 3 och 15 år, varav den största elefanten Bertha då var 2,50 meter hög (likvärdigt med en fullvuxen asiatiska elefanthona), fångade från den närbelägna skogen Dubani. Träningen utfördes med varje elefant en halvtimme per dag, där Koehl hade hjälp av ett tjugotal f.d. herdar från Shonafolket, och med stöd av sina två förmän, Luckson Mwayemudza och Sibangilizwe Ncube, den senare av Ndebelestammen, en understam av Zulu och känd historiskt för sina modiga krigare.
2006 fraktades sedan alla femton elefanterna upp till Victorifallen, där mer specifik träning för ridning utfördes, och i juni 2006 red Koehl på elefanttjuren Boniface, och Sibangilizwe på tjuren Dumbo, med de första betalande engelska turisterna i sadeln.
De sju största elefanterna, Bertha, Bonniface, Donna, Marijata, Sondelani (född på Sondelani, och son till Sophie och tjuren Jumbo) Tata och Thongwe, reds sedan under 2006 över den av Cecil Rhodes 1905 byggda fackverksbron över Second Gorge i fallen till Zambia, där de idag används som safarielefanter på Mukuni Big 5 Safaris Elephant Experience, medan de yngre elefanterna blev kvar i Zimbabwe på Elephant Experience vid Victoria Falls National Park.